# Debrza
Debrza lub debra – forma ukształtowania powierzchni ziemi: wąska, płytka, V-kształtna dolina sucha o znacznym i niewyrównanym spadku. 
Samuel Linde w Słowniku języka polskiego podaje, że debrza to dolina wązka między górami, obrosła drzewami, wodą oblana
Aleksander Brückner wymienia jeszcze formę debrz (dawny drugi przypadek: dbrzy), co oznacza tyle co wertep, dół z lit. duburas.
Powstaje zazwyczaj na stromym zboczu w obrębie mało spoistego podłoża w wyniku erozyjnej działalności wód okresowych i spełzywania zboczy. W dalszym etapie rozwoju, w wyniku zasypywania osadami, a więc wypłycania, debrza może przechodzić w dolinę wciosową, parów lub wądół.